# اوسکار مایر
اوسکار مایر (انگلیسی: Oscar Mayer) شرکت ماشین‌آلات آمریکایی است، که در سال ۱۸۸۳ توسط اسکار اف. مایر تأسیس شد.